# كيفن فاندنبيرغ
كيفن فاندنبيرغ (16 مايو 1983 في بلجيكا - ) هو لاعب كرة قدم بلجيكي في مركز الهجوم. شارك مع منتخب بلجيكا تحت 21 سنة لكرة القدم ومنتخب بلجيكا لكرة القدم. أما مع النوادي، فقد لعب مع بيرسخوت إيه سي وكيه في ميخيلين ونادي أوترخت ونادي جينك ونادي فيسترلو ونادي يوبين وK.F.C. Dessel Sport ‏.

## وصلات خارجية
- كيفن فاندنبيرغ على موقع الاتحاد الأوربي (الإنجليزية)
- كيفن فاندنبيرغ على موقع الاتحاد البلجيكي (الإنجليزية)
- كيفن فاندنبيرغ على موقع قاعدة بيانات كرة القدم.إي يو (الإنجليزية)
- كيفن فاندنبيرغ على موقع ناشيونال فوتبول تيمز (الإنجليزية)
- كيفن فاندنبيرغ على موقع Soccerway.com (الإنجليزية)
- كيفن فاندنبيرغ على موقع عالم كرة القدم.نت (الإنجليزية)